# Ратная палата
Госуда́рева Ра́тная пала́та — памятник архитектуры неорусского стиля в городе Пушкине (бывшее Царское Село), который занимает единственный в России музей Первой мировой войны. Расположен на Фермской дороге, 5.

## Строительство
Закладка Ратной палаты состоялась в Царском Селе у северной окраины Александровского парка рядом с Фёдоровским городком 3 (16) мая 1913 года в присутствии императора Николая II.
Автором проекта и строителем являлся архитектор С. Ю. Сидорчук. В Строительный совет, утверждённый ещё в начале 1913 года под председательством генерал-лейтенанта Е. Н. Волкова, вошли: архитекторы С. А. Данини, В. А. Косяков, В. Н. Максимов и Е. С. Павлов; полковник-историк С. Н. Вильчковский, начальник Царскосельского дворцового управления князь М. С. Путятин и заведующий Канцелярией императрицы граф Я. Н. Ростовцев.
Средства на строительство были пожертвованы Еленой Андреевной Третьяковой, вдовой С. М. Третьякова, брата основателя Третьяковской галереи. Строительство всего комплекса было завершено к середине 1917 года.

## Архитектура

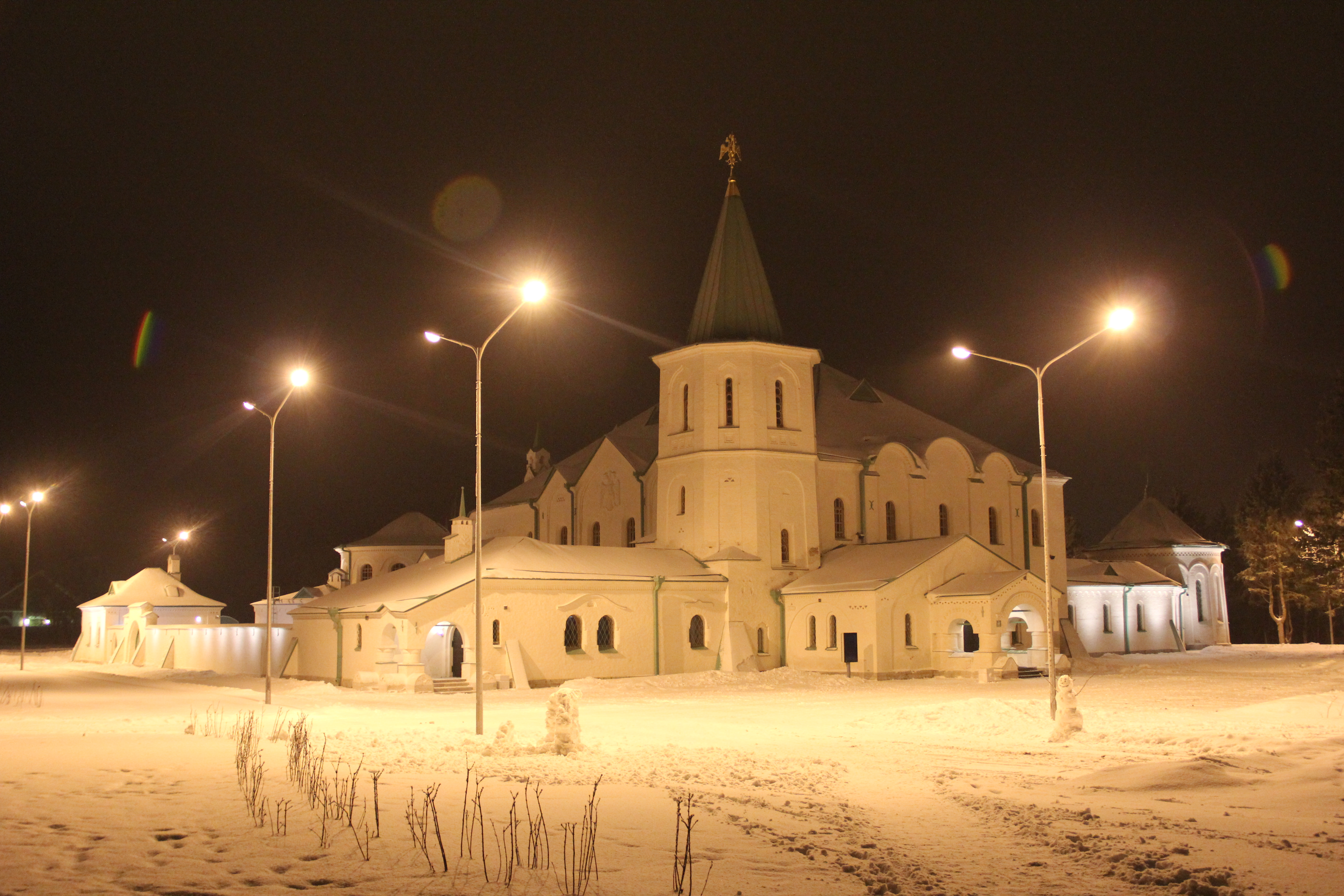

Здание Ратной палаты построено в форме неправильного многоугольника с внутренним двором. Основной доминантой построек является главное двухэтажное здание, на фасаде которого находится рельефное изображение двуглавого орла. К нему примыкает восьмигранная трехъярусная башня с высоким шатром.
Образцами для строительства Ратной палаты являлись псково-новгородские постройки XIV—XVI веков. Этот стиль был выбран по нескольким причинам: исторически территория входила в состав Новгородских земель, кроме того, элементы новгородской архитектуры использованы при оформлении Фёдоровского собора.
Главным помещением в здании являлся большой двухсветный зрительный зал с хорами на втором ярусе, рассчитанный на 400 мест. Его потолки были украшены изображениями гербов губерний Российской империи. В конце зала имелась сцена для чтения лекций. Зал, как и вся палата, был расписан художниками московской мастерской «Наследники П. П. Пашкова» во главе с Николаем Павловичем Пашковым.

## Музей
Первоначально предполагалось расположить в Ратной палате музей истории русских войск. Основой коллекции стало собрание картин, икон, предметов вооружения и документов по истории русских войн, которое было подарено Е. А. Третьяковой императору Николаю II на юбилейной Царскосельской выставке 1911 года.
Однако с началом войны с Германией в 1914 году было решено создать в Ратной палате музей текущей войны, разместив в ней галерею портретов георгиевских кавалеров и трофеи, доставленные с полей сражений.
В 1915 году начальник Царскосельского дворцового управления князь М. С. Путятин согласно воле Николая II запросил в войсках материалы для музея. Портреты георгиевских кавалеров писали художники В. А. Поярков, И. Б. Стреблов, М. Г. Кирсанов и С. Е. Девяткин по фотографиям и описаниям сослуживцев. Принимались, в основном, портреты заслуживших три или четыре георгиевских креста.
В 1916 году из Артиллерийского исторического музея в Ратную палату были переданы особо ценные трофеи идущей войны. Они были установлены во внутреннем дворе. Рядом с музеем был установлен сбитый немецкий самолёт «Альбатрос».
Кроме того, в музее предполагалось чтение лекций с наглядными материалами, для чего имелось всё необходимое оборудование, вплоть до экрана.
В 1917 году музей получил новое название — Народный музей войны 1914—1917 годов. Но уже через год он был упразднен. Экспонаты Ратной палаты перешли в другие музеи и хранилища или были уничтожены.

## Советский период
В 1923 году комплекс был передан Петроградскому агрономическому институту для размещения в нём клуба «Ратная палата» и канцелярии. Заведовал клубом бывший фельдфебель Сводного пехотного полка Иван Степанович Шпехт.
На литературных вечерах, которые устраивались в клубе, выступали С. А. Есенин, В. А. Рождественский, Ф. Сологуб, О. Д. Форш и В. Я. Шишков.
В 1932 году здание уже было переустроено под жильё для студентов и рабочих.
В период Великой Отечественной войны здание сильно пострадало. Архитектурное убранство было частично утрачено. После войны часть помещений использовалась как складское помещение и под жильё. В 1970-х гг. здание Ратной палаты было передано под реставрационные мастерские.

## Современная история

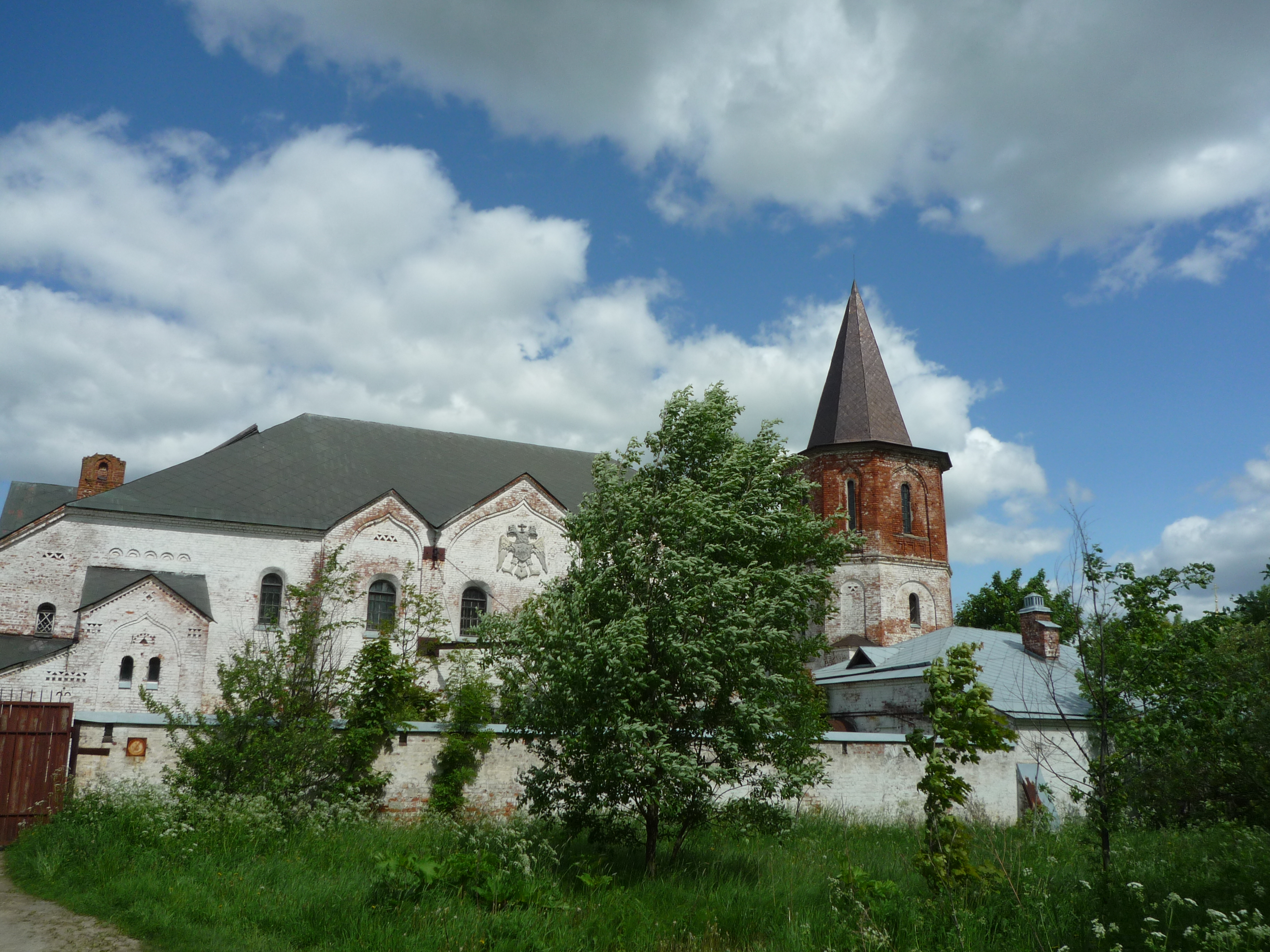
Здание Ратной палаты до реставрации и приспособления под музей Первой мировой войны

До 2008 года помещения Ратной палаты находились в муниципальной собственности Санкт-Петербурга и были заняты реставрационными мастерскими. В 2009 году по решению комиссии Комитета управления городским имуществом палата была передана в управление Государственному музею-заповеднику «Царское Село».
В 2010—2011 гг. был разработан проект реставрации и приспособления здания для музейного использования. С 2011 по 2014 год здание Ратной палаты находилось на реставрации. Музей-заповедник разместил в Ратной палате музей истории Первой мировой войны, который был торжественно открыт 4 августа 2014 года, когда отмечалось 100-летие с начала этой войны.

## Одноимённый канал на сайте YouTube
Один из каналов, посвященных истории Санкт-Петербурга и следам прошлого в городе сегодня, называется «Ратная палата». Его выпуски готовит команда краеведа Дмитрия Ратникова.